# Carl Axel Strindberg
Carl Axel Strindberg, född 17 juni 1845 i Stockholm, död 12 januari 1927, var en svensk kompositör, sångtextförfattare, försäkringstjänsteman och musiker (cello och piano).
Han var son till ångbåtskommissionären Carl Oscar Strindberg och Eleonora Ulrika Norling och gift första gången 1875 med Charlotte Johansson och andra gången från 1905 med Elise Margarethe Foss samt far till författaren Axel Strindberg och äldsta syskon till August. Han var liksom sina syskon konstnärligt begåvad och gjorde sig känd som en framstående cellospelare och tecknare. Han var verksam under pseudonymen Cassius. Strindberg är representerad med skämtteckningar vid Uppsala universitetsbibliotek. Farfar till Alf Kåre Sbg, präst och spelman.